# FIBA European Championship 1992-1993
La FIBA Euro League 1992-1993 (o Coppa dei Campioni 1992-1993) venne vinta dai francesi del Limoges, al primo successo della loro storia nella manifestazione.

## Risultati

### Primo turno
| Squadra 1        | Totale  | Squadra 2              | Andata  | Ritorno |
| ---------------- | ------- | ---------------------- | ------- | ------- |
| Partizani Tirana | 133-232 | CSKA Sofia             | 75-107  | 58-125  |
| Dinamo Tbilisi   | 180-237 | Śląsk Wrocław          | 85-124  | 95-113  |
| Cluj             | 146-188 | USK Praga              | 59-85   | 87-103  |
| ZTE KK           | 154-185 | Budivelnyk             | 79-86   | 75-99   |
| Keflavík         | 191-256 | Bayer Leverkusen       | 100-130 | 91-126  |
| Pezoporikos      | 130-211 | PAOK Salonicco         | 61-104  | 69-107  |
| Žalgiris         | 169-177 | Union Olimpija         | 80-74   | 89-103  |
| Kalev            | 153-154 | Guildford Kings        | 80-75   | 73-79   |
| Efes Pilsen      | 174-123 | Fribourg Olympic       | 91-59   | 83-64   |
| Helsingin NMKY   | 160-152 | Basket Flyers          | 95-63   | 65-89   |
| CSKA Mosca       | 174-168 | Den Helder             | 95-94   | 79-74   |
| Etzella          | 130-218 | SL Benfica             | 72-113  | 58-105  |
| Södertälje       | 169-190 | Racing Basket Mechelen | 86-93   | 83-97   |

### Sedicesimi di finale
| Squadra 1        | Totale  | Squadra 2              | Andata  | Ritorno |
| ---------------- | ------- | ---------------------- | ------- | ------- |
| CSKA Sofia       | 151-200 | Real Madrid            | 73-103  | 78-97   |
| Śląsk Wrocław    | 154-195 | Pesaro                 | 72-91   | 82-104  |
| USK Praga        | 152-175 | Estudiantes            | 84-99   | 68-76   |
| Budivelnyk       | 165-210 | Virtus Bologna         | 80-114  | 85-96   |
| Bayer Leverkusen | 245-191 | BK Brocēni             | 126-103 | 119-88  |
| Stella Rossa     | 0-4     | PAOK Salonicco         | 0-2     | 0-2     |
| Union Olimpija   | 166-176 | Olympiakos             | 85-88   | 81-88   |
| Guildford Kings  | 129-143 | Limoges                | 72-72   | 57-71   |
| Efes Pilsen      | 120-131 | Pau Orthez             | 65-67   | 55-64   |
| Helsingin NMKY   | 175-192 | Cibona                 | 87-83   | 88-109  |
| CSKA Mosca       | 173-174 | Zadar                  | 95-86   | 78-88   |
| SL Benfica       | 156-189 | Maccabi Tel Aviv       | 75-89   | 81-100  |
| Hapoel Tel Aviv  | 164-170 | Racing Basket Mechelen | 88-80   | 76-90   |

A causa del conflitto balcanico, le squadre jugoslave vennero escluse dalla FIBA. Alla Stella Rossa fu assegnato un doppio 0-2 a tavolino contro il PAOK Salonicco; il Partizan (qualificato di diritto agli ottavi di finale) fu escluso e non rimpiazzato da alcuna squadra. Le squadre qualificate automaticamente agli ottavi di finale furono lo Joventut Badalona e la Pallacanestro Treviso.

### Ottavi di finale

#### Gruppo A
|    | Squadra           | P  | G  | V | P | PF  | PS   | Diff |
| -- | ----------------- | -- | -- | - | - | --- | ---- | ---- |
| 1. | PAOK Salonicco    | 20 | 12 | 8 | 4 | 879 | 839  | +40  |
| 2. | Limoges           | 19 | 12 | 7 | 5 | 816 | 757  | +59  |
| 3. | Pesaro            | 19 | 12 | 7 | 5 | 887 | 877  | +10  |
| 4. | Virtus Bologna    | 18 | 12 | 6 | 6 | 938 | 893  | +45  |
| 5. | Joventut Badalona | 18 | 12 | 6 | 6 | 945 | 946  | -1   |
| 6. | Cibona            | 17 | 12 | 5 | 7 | 909 | 976  | -67  |
| 7. | Maccabi Tel Aviv  | 15 | 12 | 3 | 9 | 934 | 1020 | -86  |

#### Gruppo B
|    | Squadra                | P  | G  | V  | P  | PF   | PS   | Diff |
| -- | ---------------------- | -- | -- | -- | -- | ---- | ---- | ---- |
| 1. | Real Madrid            | 26 | 14 | 12 | 2  | 1181 | 1031 | +150 |
| 2. | Treviso                | 24 | 14 | 10 | 4  | 1127 | 1073 | +54  |
| 3. | Olympiakos             | 22 | 14 | 8  | 6  | 1057 | 1023 | +34  |
| 4. | Pau Orthez             | 22 | 14 | 8  | 6  | 1113 | 1100 | +13  |
| 5. | Bayer Leverkusen       | 22 | 14 | 8  | 6  | 1099 | 1105 | −6   |
| 6. | Zadar                  | 19 | 14 | 5  | 9  | 1096 | 1198 | -102 |
| 7. | Estudiantes            | 18 | 14 | 4  | 10 | 1132 | 1131 | +1   |
| 8. | Racing Basket Mechelen | 15 | 14 | 1  | 13 | 1092 | 1236 | -144 |

### Quarti di finale
| Squadra 1      | Totale | Squadra 2      | Gara 1 | Gara 2 | Gara 3 |
| -------------- | ------ | -------------- | ------ | ------ | ------ |
| Pau-Orthez     | 0-2    | PAOK Salonicco | 86-103 | 65-81  |        |
| Olympiakos     | 1-2    | Limoges        | 70-67  | 53-59  | 58-60  |
| Virtus Bologna | 0-2    | Real Madrid    | 56-76  | 58-79  |        |
| Pesaro         | 1-2    | Treviso        | 94-92  | 94-101 | 58-77  |

### Final four
La Final four è stata organizzata presso lo Stadio della pace e dell'amicizia di Atene, dal 13 al 15 aprile 1993.
|  | Semifinali     | Semifinali     | Semifinali  |             |               | Finale          | Finale          | Finale          |  |
|  |                |                |             |             |               |                 |                 |                 |  |
|  | PAOK Salonicco | PAOK Salonicco | 77          |             |               |                 |                 |                 |  |
|  | PAOK Salonicco | PAOK Salonicco | 77          |             |               |                 |                 |                 |  |
|  | Pall. Treviso  | Pall. Treviso  | 79          |             |               |                 |                 |                 |  |
|  | Pall. Treviso  | Pall. Treviso  | 79          |             | Pall. Treviso | Pall. Treviso   | 55              |                 |  |
|  |                |                |             |             | Pall. Treviso | Pall. Treviso   | 55              |                 |  |
|  |                |                | CSP Limoges | CSP Limoges | 59            |                 |                 |                 |  |
|  | CSP Limoges    | CSP Limoges    | CSP Limoges | CSP Limoges | 59            | 62              |                 |                 |  |
|  | CSP Limoges    | CSP Limoges    |             |             |               | 62              |                 |                 |  |
|  | Real Madrid    | Real Madrid    | 52          |             |               | Finale 3º posto | Finale 3º posto | Finale 3º posto |  |
|  | Real Madrid    | Real Madrid    | 52          |             |               |                 |                 |                 |  |
|  |                |                |             |             |               |                 |                 |                 |  |
|  |                |                |             |             |               | PAOK Salonicco  | PAOK Salonicco  | 76              |  |
|  |                |                |             |             |               | PAOK Salonicco  | PAOK Salonicco  | 76              |  |
|  |                |                |             |             |               | Real Madrid     | Real Madrid     | 70              |  |

| Coppa dei Campioni 1992-1993 |
| ---------------------------- |
| Limoges 1º titolo            |

## Formazione vincitrice
|    | Naz.                   | Ruolo | Sportivo         |  |  |  |  |
| -- | ---------------------- | ----- | ---------------- |  |  |  |  |
| 4  | Francia (bandiera)     | P     | Frédéric Forte   |  |  |  |  |
| 5  | Francia (bandiera)     | GA    | Jimmy Vérove     |  |  |  |  |
| 7  | Francia (bandiera)     | G     | Richard Dacoury  |  |  |  |  |
| 8  | Stati Uniti (bandiera) | AG    | Michael Young    |  |  |  |  |
| 9  | Slovenia (bandiera)    | P     | Jure Zdovc       |  |  |  |  |
| 10 | Francia (bandiera)     | AG    | Jean-Marc Dupraz |  |  |  |  |
| 12 | Francia (bandiera)     | AC    | Marc M'Bahia     |  |  |  |  |
| 13 | Francia (bandiera)     | C     | Franck Butter    |  |  |  |  |
| 14 | Francia (bandiera)     | AG    | Jim Bilba        |  |  |  |  |
| 15 | Francia (bandiera)     | C     | Willie Redden    |  |  |  |  |

- All.:  Božidar Maljković